# V. Péter portugál király
V. Péter (Pedro V., teljes nevén Pedro de Alcántara Maria Fernando Miguel Rafael Gabriel Gonzaga Xavier João António Leopoldo Victor Francisco de Assis Júlio Amélio de Saxe-Coburgo-Gotha e Bragança) (Lisszabon, 1837. szeptember 16. – Lisszabon, 1861. november 11.) Portugália királya.

## Élete

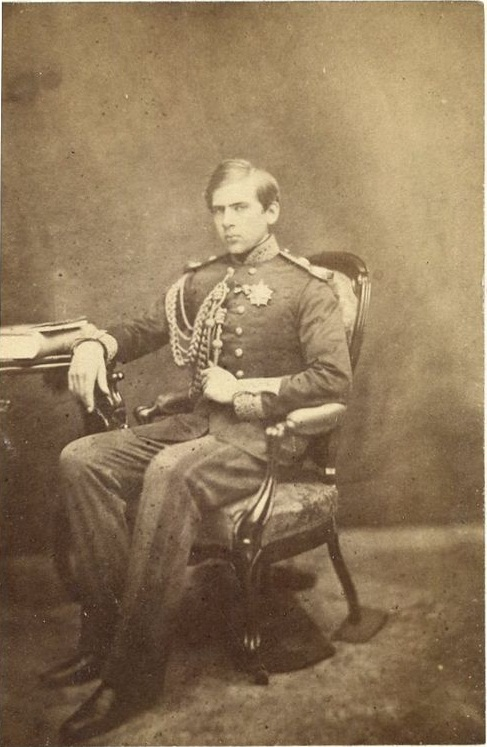
V. Péter portugál király

Szász-Koburg-Koháry Ferdinánd herceg és II. Mária legidősebb fiúgyermeke. Anyja halála után, 1853. november 15-én lépett a trónra, de még két évig apja gyámsága alatt állt. Mint önálló uralkodó, 1855-től, tiszteletben tartotta az alkotmányt. Uralkodása alatt az ország pénzügyi jelentősen javult, mert az olaszok a Nagy-Britannia ellen vívott Krími háborúban elért sikerekért jelentős összeget adományozott Portugáliának. Amiből az uralkodó városokat alapított, fejlesztett több új nagy kikötőt építtetett vagy bővített ki. Fejlesztette az ország iparát. Megakadályozta a gyarmatbirodalom szétesését, sőt bővítette új gyarmatokkal. A gyarmatokat fejlesztette, jogokat adott nekik, emellett sokat tett az ország tengeri pozícióinak javításáért.

## Családja
1858-ban feleségül vette Hohenzollern-Sigmaringen-i Stefánia hercegnőt, aki alig egy év múlva özvegyen hagyta, de hamarosan maga a király is meghalt. Így gyermekük nem született, a trónon pedig öccse követte.
| Előző uralkodó: II. (Dicsőséges) Mária | Portugália királya 1853 – 1861 Bragança-ház | Következő uralkodó: I. (Népszerű) Lajos |